# 愛川こずえ
愛川 こずえ（あいかわ こずえ、1991年10月25日 - ）は日本の動画投稿者、踊り手、ネットアイドル。女性アイドルグループ・でんぱ組.incの元メンバー。東京都八王子市出身。愛称は「こずこず」。

## 略歴
- 2008年8月にニコニコ動画やYouTubeに“踊ってみた”の動画を投稿し始める[1][2]。
- 2009年7月3日、ルカルカ★ナイトフィーバーの踊ってみたダンスを投稿[3]。自作の振り付けの投稿であり、のちに公式ダンスとなる。再生回数は2014年時点で800万回以上[4]、2019年時点で1800万回以上。ゲーム『初音ミク -Project DIVA- extend』（PSP専用ソフト）では自らモーションアクターを担当[5]。
- 2009年10月、ダンスユニットDANCEROIDを結成[2][4]。
- 2010年10月28日、アメブロで有名人ブログへと昇格。
- 2012年4月6日放送開始の『非公認戦隊アキバレンジャー』（BS朝日）にて三田こずこず役で出演[6]。
- 2012年9月1日のDANCEROID単独ライブを最後に所属ユニットのDANCEROIDから卒業し、ソロ活動に移行[7]。
- 2013年12月15日、本人リーダーのアイドルユニットILoVU（あいらびゅ）を結成。
- 2018年1月1日、ILoVUからPrincess At Homeに改名。
- 2018年5月5日、Princess At Home解散。
- 2018年5月23日、秋葉原ディアステージに所属。
- 2018年6月9日開催のENGAG.INGファーストワンマンライブにて新メンバーとして加入。メンバーカラーはライトグリーン。
- 2020年9月30日、ENGAG.ING解散。
- 2021年2月16日開催のでんぱ組.incワンマンライブ「ウルトラ☆マキシマム☆ポジティブ☆ストーリー!!〜バビュッといく未来にね☆〜」にて新メンバーとして加入。メンバーカラーはライトグリーン。
- 2022年10月18日、体調不良のためしばらく休養することを発表[8]。
- 2022年10月28日、同年12月31日をもってでんぱ組.incからの卒業を発表した[9]。卒業後は2023年1月末までディアステージに所属。

## 人物
- 身長151cmあり、血液型はA型である。
- 弟が1人いる[10]。
- HN（ハンドルネーム）の由来は、大好きなage嬢の愛川ももと、『いちご100%』の登場人物で性格が似ていると言われたことがある向井こずえからそれぞれ抽出した。『いちご100%』で好きな登場人物は西野つかさである。
- マスコットキャラクターのキレイな花だよは、自身が中学1年生の時の交換ノートに描いた絵が起源であり[11]、以降10年以上サインとして使用している[12]。
- 踊り手になる前の中学時代、モーニング娘。の追加メンバーオーディションに書類審査で落ちたことがある。
- DANCEROID結成前は主にハロー!プロジェクトの曲をコピーして投稿する等、生粋のハロプロファンを名乗っており、特に嗣永桃子のファンである[13]。
- ルカルカ★ナイトフィーバーの動画投稿後は世界中にファンを持つ踊り手となり、指原莉乃も「私もずっと好きだった」とコメントしている[14]。
- 2010年5月からラジオ番組『THUNDER STRIKES』の週替わりコーナーでDJを務めていた[15]。

## 出演

### テレビドラマ
- 非公認戦隊アキバレンジャー（2012年4月6日 ‐ 6月29日、BS朝日）※三田こずこず役
- 非公認戦隊アキバレンジャー シーズン痛(つー)（2013年4月6日 ‐ 、BS朝日）※三田こずこず役

### 舞台
- IRONBANK Presents「返り咲きリビングデッド」（2013年1月18日 - 20日、恵比寿・エコー劇場）
- ミュージカル「クリスマスキャロル」（2018年12月12日 - 16日、東京キネマ倶楽部） - ベティ役[16]
- プライベート～信じたモノはナニカ～（2018年3月30日 - 4月1日、新宿村LIVE）

### ゲーム
- 初音ミク -Project DIVA- シリーズ
  - extend（PSP専用ソフト モーションアクター）
  - Arcade（アーケードゲーム extendからの移植）

### その他
- AKB映像センター（2013年5月6日 - 13日、フジテレビ）
AKB48メンバー・田野優花からの依頼によりダンス・コラボレーション作品で共演している。

## 書籍

### モデル
- 百合写真集 オンナノコたちのヒミツ（2019年3月4日、一迅社、撮影：須崎祐次）